# Wahyt Orazsähedow
Wahyt Sähetmyradowiç Orazsähedow (sinh ngày 26 tháng 1 năm 1992) là một tiền đạo bóng đá Turkmenistan từng thi đấu cho Sabail FK.

## Sự nghiệp
Orazsähedow ra mắt cho FC Rubin Kazan ngày 15 tháng 7 năm 2009 ở Russian Cup game trước FC Volga Tver.
Vào tháng 7 năm 2012 anh chuyển đi theo dạng cho mượn đến FC Neftekhimik Nizhnekamsk. Ngày 13 tháng 8 năm 2012 anh ghi bàn thắng đầu tiên trước FC Salyut Belgorod.
Ngày 17 tháng 3 năm 2014 anh gia nhập đội bóng Moldova FC Dacia Chișinău. Vào tháng 5, anh ra mắt cho câu lạc bộ mới trong trận đấu ở vòng 30 trước Zimbru.
Ngày 29 tháng 8 năm 2014 anh là cầu thủ của câu lạc bộ Thổ Nhĩ Kỳ Osmanlispor. Ở đội trẻ anh ra sân 16 lần và ghi 12 bàn.
Ngày 27 tháng 2 năm 2015 anh chuyển đến FC Rostov theo dạng chuyển nhượng tự do.
Vào tháng 6 năm 2015, Orazsähedow trở lại Turkmenistan để phục vụ quân sự, anh được xếp vào Central Army Sports Club (MGSK) của Lực lượng Vũ trang Turkmenistan thi đấu ở Turkmenistan First League Từ vòng 3 của Giải bóng đá vô địch quốc gia Turkmenistan 2015 anh thi đấu cho FC Ashgabat.
Ngày 9 tháng 2 năm 2018, Sabail FK thông báo về việc sở hữu Orazsähedow, và giải phóng anh vào cuối mùa giải 2017–18.

## Sự nghiệp quốc tế
Lúc 15 tuổi, anh được triệu tập vào đội trẻ Turkmenistan.
Vào tháng 3 năm 2011, anh thi đấu cho Olympic Turkmenistan trong trận đấu với Indonesia, Wahyt ghi một bàn thắng. Vào tháng 6, Orazsahedov thi đấu cho đội tuyển Olympic toàn bộ trận đấu trước Syria tại Jordan, ghi một bàn thắng trong hiệp hai, để quân bình tỉ số (2:2).

### Bàn thắng quốc tế
Tỉ số và kết quả liệt kê bàn thắng của Turkmenistan trước.
| #  | Ngày                 | Địa điểm                                      | Đối thủ           | Tỉ số | Kết quả | Giải đấu                 |
| -- | -------------------- | --------------------------------------------- | ----------------- | ----- | ------- | ------------------------ |
| 1. | 10 tháng 10 năm 2017 | Sân vận động Köpetdag, Ashgabat, Turkmenistan | Singapore         | 1–0   | 2–1     | Vòng loại Asian Cup 2019 |
| 2. | 10 tháng 10 năm 2017 | Sân vận động Köpetdag, Ashgabat, Turkmenistan | Singapore         | 2–1   | 2–1     | Vòng loại Asian Cup 2019 |
| 3. | 5 tháng 9 năm 2019   | Trường đua Colombo, Colombo, Sri Lanka        | Sri Lanka         | 1–0   | 2–0     | Vòng loại World Cup 2022 |
| 4. | 14 tháng 11 năm 2019 | Sân vận động Köpetdag, Ashgabat, Turkmenistan | CHDCND Triều Tiên | 3–0   | 3–1     | Vòng loại World Cup 2022 |